# Motorový vůz M 131.1
Motorové vozy řady M 131.1 (od 1. ledna 1988 administrativně označené řadou 801), přezdívané Hurvínek, jsou dvounápravové železniční osobní motorové vozy, které byly vyráběny v letech 1948 až 1956 v závodech Tatra Kopřivnice a Vagónka Studénka. Celkově bylo vyrobeno 549 těchto vozů, které byly určeny pro zabezpečení osobní železniční dopravy na tratích ČSD v tehdejším Československu. V provozu je v 70. a 80. letech 20. století nahradily motorové vozy řady M 152.0, do jejich dodávek byla řada M 131.1 nejrozšířenější řadou motorových vozů ČSD. V současnosti již nejsou v pravidelném provozu, některé z vozů řady M 131.1 jsou zachovány jako historická provozní vozidla.

## Konstrukce
Na rám vozu, jenž je vyroben ze svařených ocelových nosníků, je přinýtována osmiboká vozová skříň se zužujícími se představky, jež je usazena na pojezdu se dvěma dvojkolími, z nichž jedno je hnací. Řada M 131.1 je charakteristická právě svými vínově červenými skříněmi a stříbrně šedými střechami. Stanoviště strojvedoucího a vlakvedoucího se nachází v nástupních prostorech, jež jsou umístěny v čelech vozu (obě čela jsou rovněž průchodná). Mezi nástupními prostory (v jednom z nich se také nachází WC) je umístěn jeden velkoprostorový oddíl pro cestující.
Při zadávaní objednávky na výrobu vozů řady M 131.1 požadovalo tehdejší ministerstvo železnic jejich osazení vzduchem chlazenými vznětovými motory Tatra. Šlo o první případ využití tohoto typu motorů v železničních motorových vozech v Československu. Závody Tatra v té době disponovaly výkonnými dvanáctiválcovými motory typu T 111, určenými v první řadě pro těžké nákladní automobily Tatra 111. Pro náročný železniční provoz byl motor upraven snížením výkonu na 155–160 koní při otáčkách omezených na 1 600 ot/min. Zároveň byl doplněn přídavným chladičem oleje a takto upravený byl označen jako Tatra T 301. Motor je zabudován pod podlahou vozu. Přenos momentu je zabezpečen suchou třílamelovou spojkou s pneumatickým ovládáním a plně synchronizovanou čtyřstupňovou převodovkou Mylius, která je kardanovou hřídelí spojena s nápravovou převodovkou umožňující i změnu směru jízdy.
Brzdová soustava je tlakovzdušného systému Knorr. Vozy byly provozně spolehlivé a díky vzduchem chlazenému motoru i nenáročné, což bylo výhodou hlavně v zimě, kdy bylo možno vozy odstavovat i ve stanicích bez výtopen; nehrozily poruchy následkem zamrznutí vody v motoru.

## Vývoj, výroba a provoz

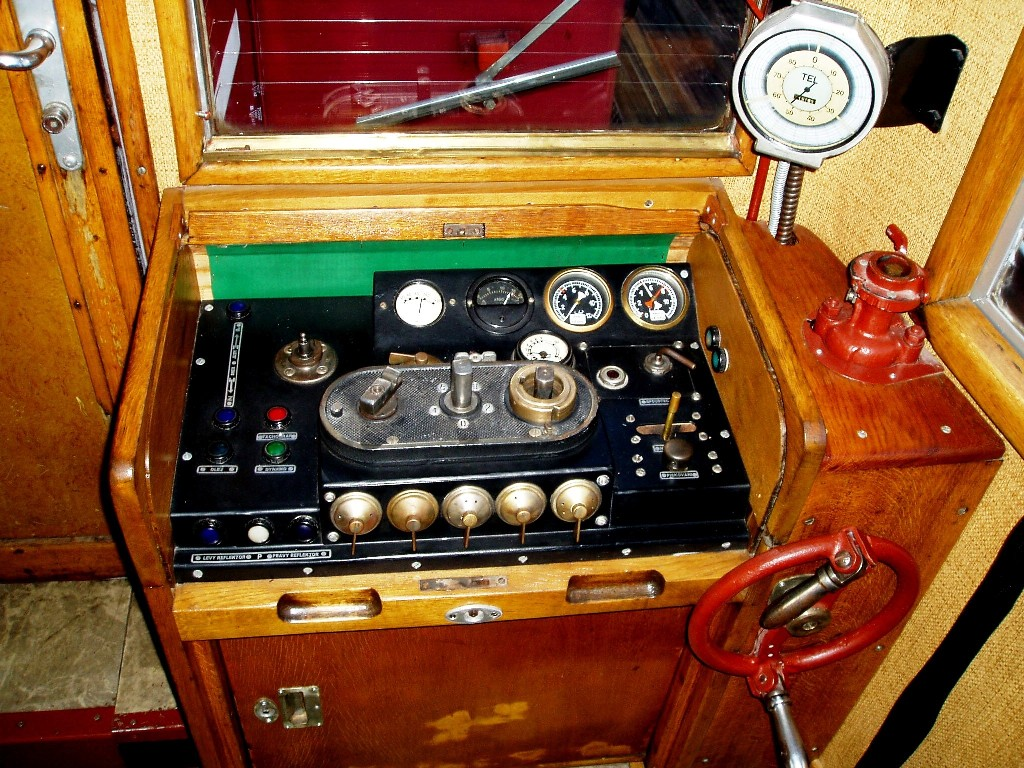
Stanoviště strojvedoucího

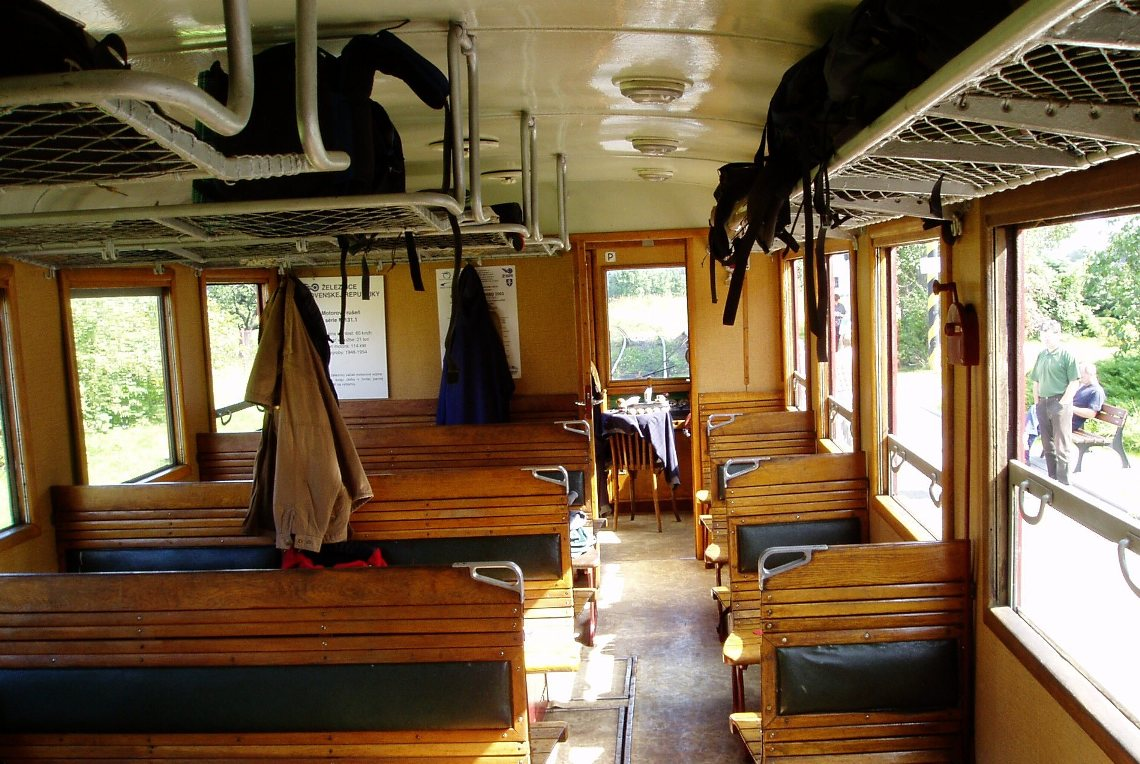
Oddíl pro cestující

Motorové vozy řady M 131.1 se měly společně s vozy řady M 262.0 stát základem poválečné obnovy vozového parku ČSD. Zatímco „velká“ řada M 262.0 s elektrickým přenosem výkonu byla určena pro dopravu na hlavních tratích, malé a lehké motoráky řady M 131.1 s mechanickým přenosem výkonu měly zajišťovat dopravu na regionálních drahách. Vývoj řady M 131.1 byl kopřivnické vagónce zadán v roce 1946, prototyp s označením M 131.101 byl vyroben v roce 1948. Sériová výroba byla zahájena ještě tentýž rok a trvala do roku 1951. Z Kopřivnice pochází prvních 40 vozů, dalších 100 kusů bylo zkompletováno ve Studénce (z Kopřivnice byly dodány vozové skříně, elektroinstalace a hnací agregáty), zbylé dvě stovky vozů řady M 131.1 již vyrobila kompletně Vagónka Studénka. Z let 1948 až 1951 pochází 340 vozů. Výroba dalších sérií proběhla v letech 1954 až 1956 již pouze ve Studénce, v tomto období opustilo brány místní továrny dalších 209 vozidel řady M 131.1.
K řadě M 131.1 byly do soupravy vyráběny i přípojné vozy podobného vzhledu řad Clm a CDlm (po zrušení 3. třídy označené jako Blm a BDlm) rovněž z Vagónky Studénka. V reálném provozu však byli „hurvínci“ spřahováni se všemi možnými a dostupnými řadami přípojných vozů.
Vozy řady M 131.1 byly provozovány po celém Československu na místních a lokálních drahách, výjimečně se vyskytly i na rychlících, např. v 60. letech jako náhrada za nepojízdné vozy řady M 262.0. Jezdily i na ozubnicové trati Tisovec – Pohronská Polhora a jiných sklonově náročných úsecích. V rámci smíšených vlaků se objevily i v nákladní dopravě.
Od roku 1976 začaly být nahrazovány nově dodávanými vozy řady M 152.0 (nyní řada 810) a postupně byly vyřazovány. Pravidelný provoz řady M 131.1 skončil v roce 1984. Část vozů byla zachována pro muzejní a historické účely, již od 80. let se objevovaly na nostalgických jízdách. Od 1. ledna 1988 byla řada M 131.1 administrativně přeznačena na řadu 801, fyzicky se to však vozů nedotklo. Začátkem 90. let se některé zachované vozy pro nostalgické jízdy výjimečně objevily i na pravidelných spojích jako náhrada za neschopné vozy řady 810.

## Přestavby

### Řada M 131.2 (890)
V letech 1967 až 1980 bylo 85 vozů přestavěno na řadu M 131.2. Jedná se o montážní vozy trolejového vedení, těmito rekonstrukcemi byl dočasně vyřešen nedostatek vozidel tohoto druhu.

### Řada M 131.3
Dva vozy řady M 131.3 vznikly remotorizací vozů řady M 131.1 v roce 1971. Přestavba se uskutečnila v ŽOS Šumperk, do vozů byly nainstalovány nové motory LIAZ ML 635 a hydrodynamické převodovky Praga 2 M 70. Důvodem byla snaha vyzkoušet tyto agregáty v železničním provozu, neboť jimi byly o několik let později vybaveny nové motorové vozy řady M 152.0. Dva vozy byly přeznačeny na M 131.3001 a 3002, v provozu byly do roku 1977, poté byly zrušeny.

### Řada M 131.5
Řadu M 131.5 tvořily rovněž dva vozy. Jedinou změnou oproti původní řadě M 131.1 bylo dosazení podvozků pro rozchod kolejí 1 524 mm. První vůz (nově M 131.5001) byl rekonstruován v ŽOS Šumperk v roce 1971, druhý (M 131.5002) o osm let později. Vozy jezdily na širokorozchodné trati Haniska – Maťovce do roku 1983 a přepravovaly zaměstnance ČSD a pracovníky celní správy. Poté byly nahrazeny vozy řady M 152.5 (širokorozchodná varianta vozů M 152.0)

### Řada M 131.52
Motorové vozy řady M 131.52 byly širokorozchodnou verzí montážních vozů řady M 131.2. Přestavba pěti vozů, nově označených M 131.5201 – 5205, byla uskutečněna v letech 1976 až 1979.

### Řada M 131.6 (802)
Jediný vůz M 131.6001 vznikl přestavbou montážního vozu M 131.2042 (a ten zase přestavbou vozu M 131.1331). Při úpravě mu byla v roce 1987 odstraněna střešní nástavba a do středu bočnic nainstalovány plechové posunovací dveře. Od 1. ledna 1988 byl označen jako 802.001, k fyzickému přeznačení došlo až začátkem 90. let 20. století. Vůz sloužil jako doprovodný vůz nehodového vlaku z Brna-dolního nádraží do roku 1998, kdy byl odstaven a o tři roky později sešrotován.

## Historické vozy
- M 131.1001 (Národní technické muzeum, provozován Českými drahami, deponován v ŽST Šumperk)
- M 131.1005 (České dráhy, železniční muzeum Lužná u Rakovníka)
- M 131.1009 (Zubrnická museální železnice)
- M 131.1012 (Zubrnická museální železnice, neprovozní, v plánu je provedení opravy do provozního stavu)
- M 131.1013 (Zubrnická museální železnice, neprovozní)
- M 131.1029 (Klub přátel kolejových vozidel, neprovozní)
- M 131.1053 (Železničná spoločnosť Slovensko, ve sbírce Múzejno - dokumentačného centra, zapůjčen Klubu historické techniky Zvolen)
- M 131.1079 (Zubrnická museální železnice, neprovozní)
- M 131.1081 (Mladoboleslavský železniční spolek)
- M 131.1116 (Pardubický spolek historie železniční dopravy, vystaven na pomníku v ŽST. Pardubice-Rosice nad Labem)
- M 131.1120 (Zubrnická museální železnice, neprovozní)
- M 131.1125 (Klub historických koľajových vozidiel, depo Haniska)
- M 131.1133 (Pardubický spolek historie železniční dopravy)
- M 131.1145 (Olpas Moravia, neprovozní)
- M 131.1163 (Klub přátel železnic Českého ráje, železniční muzeum Jaroměř)
- M 131.1179 (Loko-motiv Chomutov, depo Křimov)
- M 131.1184 (Plzeňská dráha)
- M 131.1186 (Pars nova, vystaven na pomníku u vstupu do areálu firmy)
- M 131.1198 (neznámý majitel, neprovozní, provádí se oprava do provozního stavu)
- M 131.1228 (Pardubický spolek historie železniční dopravy)
- M 131.1238 (Klub historie kolejové dopravy Praha, železniční muzeum Kněževes)
- M 131.1243 (Zubrnická museální železnice, neprovozní)
- M 131.1266 (Vladimír Kříž, depo Kladno)
- M 131.1280 (Zubrnická museální železnice)
- M 131.1286 (Výtopna Zdice, neprovozní, v plánu je oprava do provozního stavu)
- M 131.1130 (Zubrnická museální železnice, neprovozní)
- M 131.1302 (KŽC Doprava, provozován na trati Česká Kamenice - Kamenický Šenov)
- M 131.1357 (České dráhy, depo Česká Lípa, neprovozní, provádí se oprava se provozního stavu, označen jako M 131.1130)
- M 131.1365 (České dráhy, depo Plzeň)
- M 131.1386 (Městský úřad Bezdružice, vystaven na pomníku v ŽST. Bezdružice)

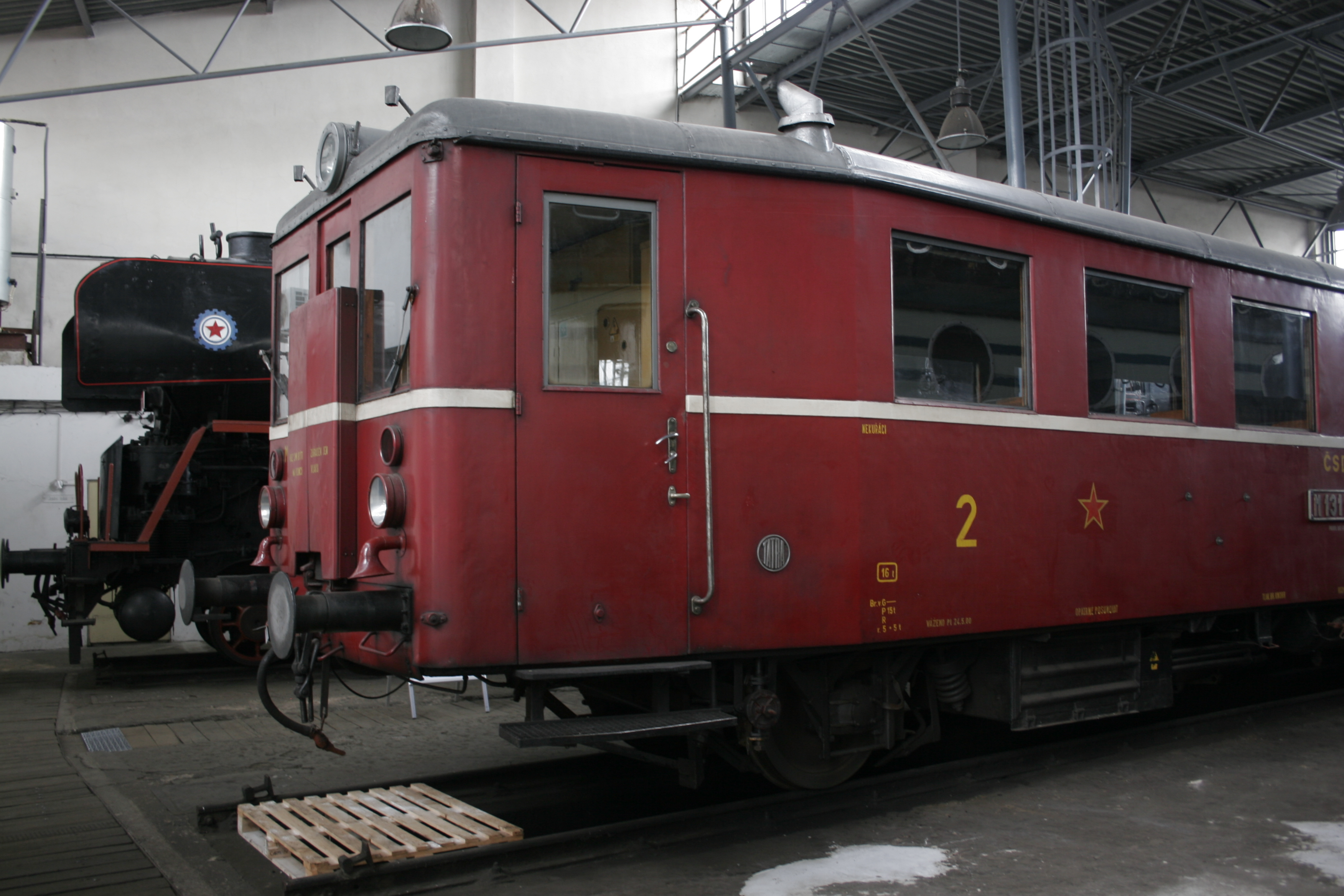
Vůz M 131.1405 v depozitáři Národního technického muzea v Chomutově

- M 131.1405 (Národní technické muzeum, depozitář Chomutov)
- M 131.1413 (České dráhy, depo Louny)
- M 131.1441 (Společnost pro revitalizaci místních drah)
- M 131.1443 (Spoločnost Považskej Dráhy Žilina)
- M 131.1448 (České dráhy, depo Brno)
- M 131.1454 (Kroměřížská dráha)
- M 131.1463 (České dráhy, depo Brno)
- M 131.1466 (Klub historické techniky Zvolen)
- M 131.1470 (Petr Nepil, depo Slaný, neprovozní, v plánu je provedení opravy do provozního stavu)
- M 131.1473 (Klub historie kolejové dopravy Praha, železniční muzeum Kněževes)
- M 131.1477 (neznámý vlastník, neprovozní)
- M 131.1478 (Zubrnická museální železnice, neprovozní)
- M 131.1487 (České dráhy, zapůjčen spolku Plzeňská dráha)
- M 131.1513 (Loko-motiv Chomutov, depo Křimov)
- M 131.1515 (České dráhy, od roku 2020 zapůjčen spolku Plzeňská dráha)
- M 131.1538 (Klub historických koľajových vozidiel, depo Haniska)
- M 131.1541 (PUŠ)
- M 131.1546 (Železničná spoločnosť Slovensko, ve sbírce Múzejno - dokumentačného centra, zapůjčen Klubu železničních modelárov Vrútky)
- M 131.1549 (Junior market, zapůjčen Mladoboleslavskému železničnímu spolku)